# وعي نقدي باللغة
الوعي النقدي باللغة هو فهم مظاهر الاجتماعية والسياسية والاعتقادية للغة والتغير اللغوي وال‍خطاب. ويختص بدراسة سبب تهميش الفرد لتكلمه بطريقة معينة، خاصة إذا اعتبرت مؤشرا على عنصره أو عرقيته أو دينه أو مركزه الاجتماعي.